# Doretta Morrow
Doretta Morrow, all'anagrafe Doretta Marano (New York, 27 gennaio 1927 – Londra, 28 febbraio 1968) è stata un'attrice, cantante e ballerina statunitense, nota soprattutto come interprete di musical.

## Biografia
Prima di ritirarsi dalla scene all'età di trentatré anni, la Morrow aveva originato tre ruoli di rilievo in musical di grande successo a Broadway: Kitty Verdun in Where's Charley? (1948), Tuptim in The King and I (1951) e Marsinah in Kismet (1953). Nel 1955 debuttò a Londra nella prima londinese di Kismet e quattro anni dopo, prima del ritiro delle scene, interpretò la principessa nel musical di Cole Porter, al London Coliseum nel 1959.
Dopo il divorzio dal primo marito Fred A. Miller, la Morrow si risposò con l'impiegato della Lloyd's di Londra Albert Hardman, con cui rimase fino alla morte, che avvenne nel 1968 per cancro.

## Filmografia
- Da quando sei mia (Because You're Mine), regia di Alexander Hall (1952)
- The Further Adventures of Ellery Queen – serie TV, episodio 1x25 (1959)

## Doppiatrici italiane
- Renata Marini in Da quando sei mia